# Scille maritime
Drimia maritima
Espèce
Statut de conservation UICN

 LC  : Préoccupation mineure
Drimia maritima, la Scille maritime ou scille officinale (du grec ancien σκίλλα) est une espèce de plante à fleurs bulbeuse de la famille des Liliaceae selon la classification de Cronquist, ou des Asparagaceae selon la classification APG IV. Ses autres noms communs sont : Squille, urginée maritime, urginée fausse-scille, charpentaire, oignon marin, oignon de mer.
On ne la trouve que sur les bords de la mer Méditerranée, où on voit en dehors de sa saison affleurer au ras du sol ses énormes bulbes, qui peuvent avoir jusqu'à 20 cm de diamètre. C'est en automne qu'apparaissent les feuilles, larges, lancéolées, entières et dressées. C'est en août-octobre que se montrent les fleurs sous la forme d'un épi serré de fleurs blanches d'un mètre de haut et davantage. Elles sont très serrées et disposées en spirale. La corolle est blanche, veinée de vert davantage à l'extérieur (elle ressemble un peu aux eremurus et aux asphodèles). On trouve en Corse une espèce très voisine, à fleurs mauves et à feuilles élégamment ondulées, qui a les mêmes propriétés.

## Histoire
Au cours des Thargélies, fêtes qui, dans l'Athènes antique et dans les cités ioniennes, se célébraient en mai en l'honneur d'Apollon, dieu purificateur par excellence, deux pharmakoï parés l'un d'un collier de figues blanches, l'autre d'un collier de figues noires, étaient escortés à travers la ville ; on les frappait à coups de branches de figuier et de tiges de scille, et on les expulsait hors de la cité pour écarter avec eux les souillures dont on les supposait chargés. Elle fait partie des plantes dont la culture est recommandée dans les domaines royaux par Charlemagne dans le capitulaire De Villis (fin du VIIIe siècle ou début du IXe).

## Utilisations
- Dans l'Antiquité, les scilles maritimes sont dites apotropaïques dans Histoire des plantes[2],[3] du philosophe péripatéticien grec Théophraste. Dans l'éthopée Les Caractères du même auteur, le Superstitieux (Caractère XVI)[4] convoque des prêtresses à qui il demande de le purifier en traçant un cercle autour de lui avec la plante[5],[6].
- On utilise un extrait de cette plante comme raticide car comme la digitale, la scille maritime contient un hétéroside cardiotonique, la scillarine, poison violent qui a jadis été utilisé comme cardiotonique (code ATC de la proscillaridine : C01AB01 et C01AB51).
- La plante a aussi une valeur ornementale et on la cultive dans les jardins (dans le nord, elle demande l'abri d'une orangerie pour l'hiver).

## Systématique
Le nom scientifique complet (avec auteur) de ce taxon est Drimia maritima (L.) Stearn.
Ce taxon porte en français les noms vernaculaires ou normalisés suivants : Scille maritime,,, oignon marin, scille de mer, scille officinale, urginée fausse-scille, urginée maritime, urgine scille.
Drimia maritima a pour synonymes :
- Charybdis anthericoides (Poir.) Véla & Bélair
- Charybdis maritima (L.) Speta
- Ornithogalum anthericoides (Poir.) Link
- Ornithogalum anthericoides (Poir.) Link ex Steud.
- Ornithogalum maritimum (L.) Lam.
- Ornithogalum squilla Ker Gawl.
- Scilla anthericoides Poir.
- Scilla lanceolata Viv.
- Scilla maritima L.
- Scilla rubra Garsault
- Scilla rubra oppr
- Scilla serotina Schousb.
- Squilla anthericoides (Poir.) Jord. & Fourr.
- Squilla insularis Jord. & Fourr.
- Squilla littoralis Jord. & Fourr.
- Squilla maritima (L.) Steinh.
- Squilla sphaeroidea Jord. & Fourr.
- Stellaris scilla Moench
- Urginea anthericoides (Poir.) Steinh.
- Urginea anthericoides var. secundiflora Maire

## Images

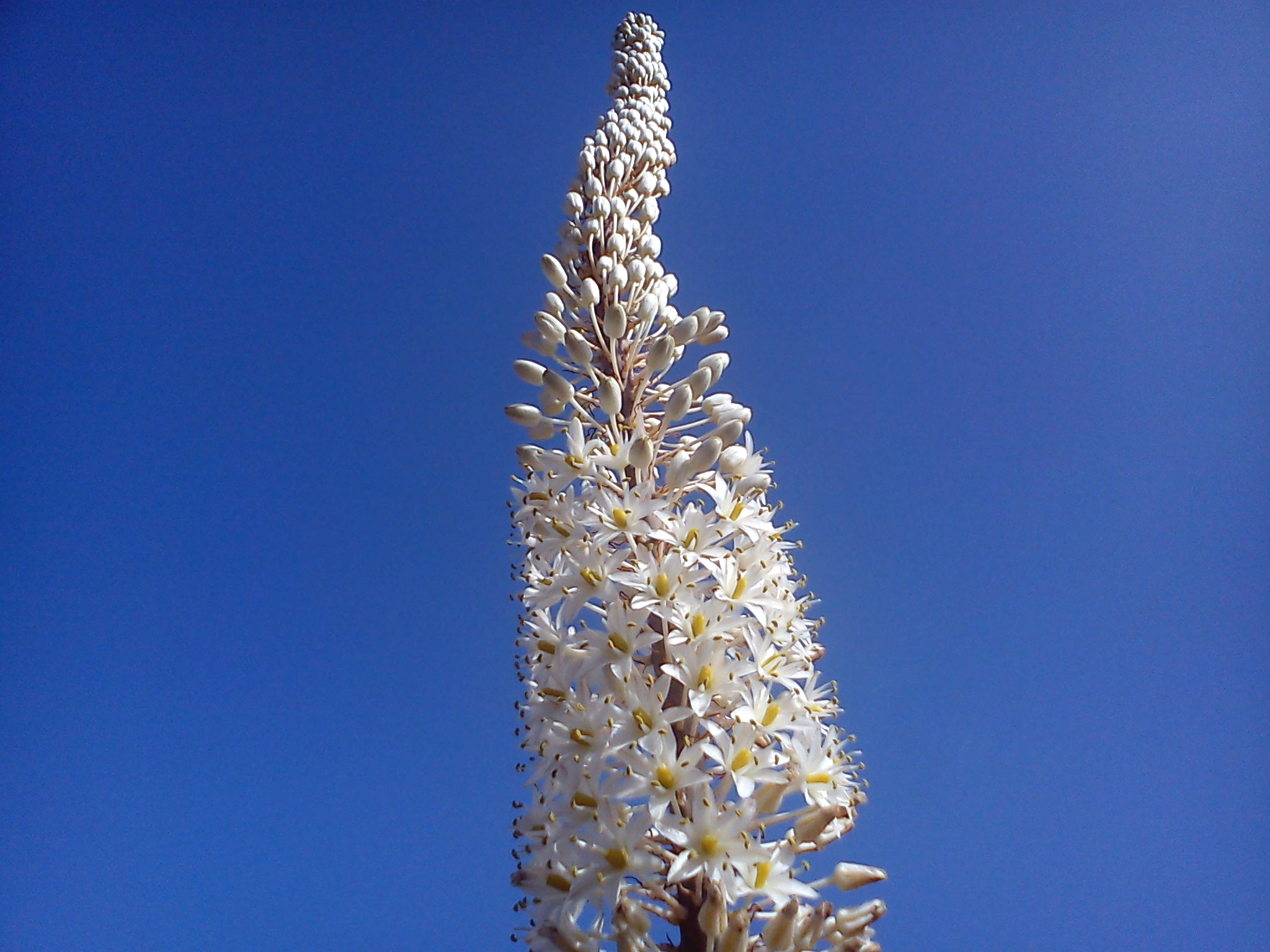
Inflorescence de scille maritime photographiée à Djerba
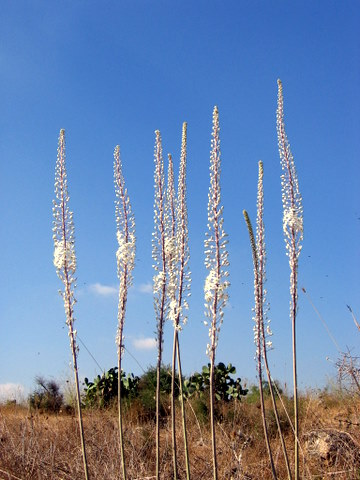
Plantes fleuries dans un champ
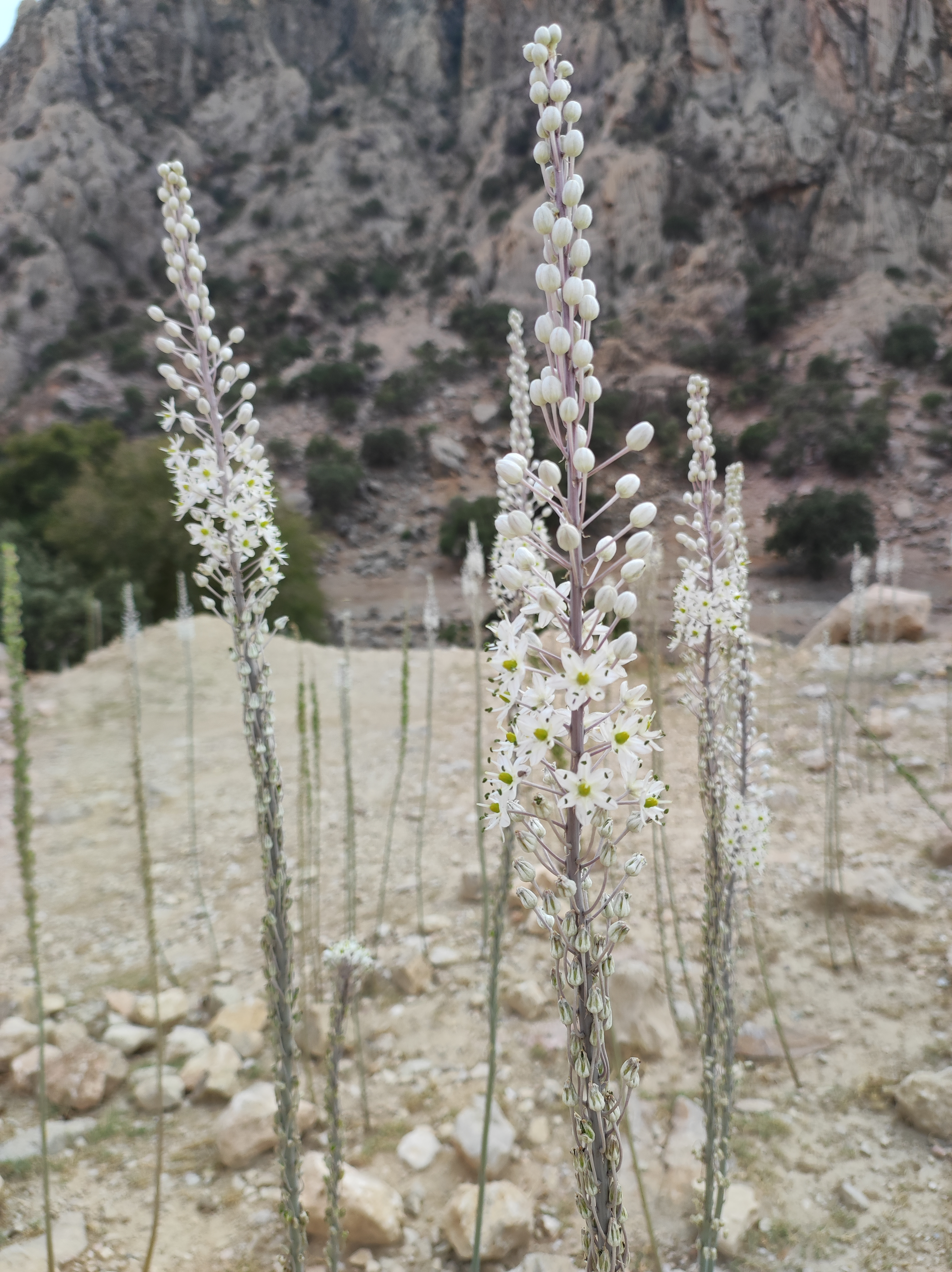
Drimia Maritima, Iran
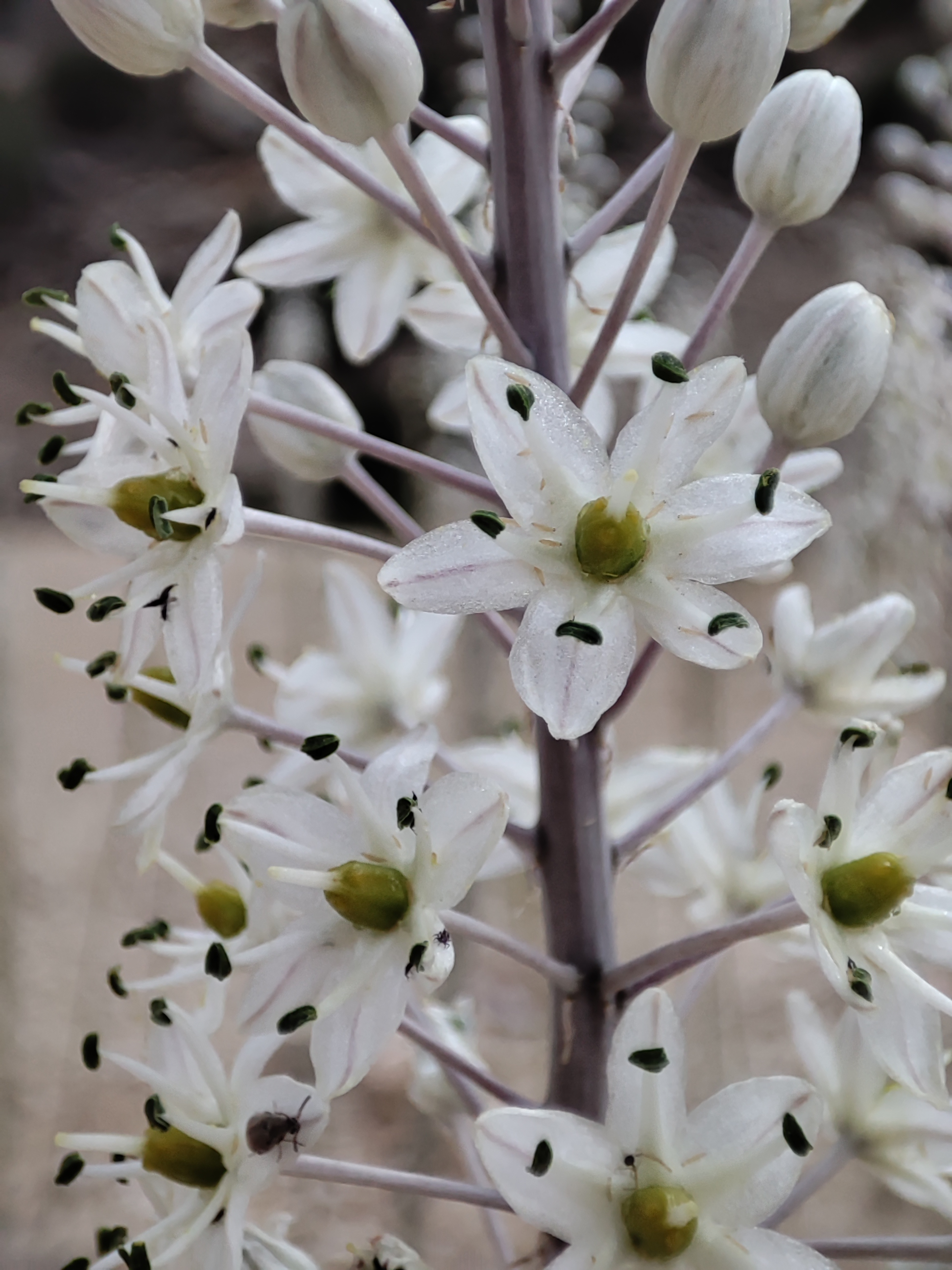

## Liste des variétés et sous-espèces
Selon Tropicos (17 mai 2021) :
- sous-espèce Drimia maritima subsp. maura (Maire) Förther & Podlech
- variété Drimia maritima var. hesperia (Webb & Berthel.) O.Erikss., A. Hansen & Sunding